# Elmer Ambrose Sperry
Elmer Ambrose Sperry, ameriški izumitelj in podjetnik, * 12. oktober 1860, Cortland, New York, New York, ZDA, † 16. junij 1930, Brooklyn, New York, ZDA. 

## Življenje in delo
Leta 1880 je Sperry v Chicagu, Illinois ustanovil podjetje Sperry Electric Company za proizvodnjo električnih dinam in obločnic, ki jih je kot najstnik izumil. V naslednjih petdesetih letih je osnoval še sedem drugih podjetij za izdelavo svojih izumov, med njimi:
- Sperry Electric Mining Machine Company (1888),
- Sperry Electric Railway Company (1894),
- Chicago Fuse Wire Company (1900) in
- Sperry Gyroscope Company (1910).

Zadnjo je ustanovil za proizvodnjo Sperryjevega girokompas, ki ga je leta 1908 izumil Herman Anschütz-Kaempfe. Sperryjev prvi primerek so namestili na ameriško bojno ladjo USS Delaware (BB-28) leta 1911.
Družbe so se sčasoma združile v družbo Sperry Corporation.
Sperry je leta 1923 Michelsonu izdelal posebno osemkotno vrteče se ogledalo, s katerim je Michelson meril svetlobno hitrost v praznem prostoru c.

## Priznanja

### Poimenovanja
Po njem so imenovali ladjo USS Sperry (AS-12), oskrbovalko podmornic, ter Nagrado Elmerja A. Sperryja za dosežke v transportu, ki jo podeljujejo od leta 1955.